# Partido por la Democracia

Partido por la Democracia är ett av de fyra partierna i Chiles Regnbågskoalition och medlem av Socialistinternationalen. Är det parti som ligger ideologiskt närmast svenska Socialdemokraterna. Partiet grundades 1989 av landets president mellan 2000 och 2006, Ricardo Lagos. Partiets nuvarande (2022) ordförande är Natalia Piergentili.